# Stratton (Ohio)
Stratton es una villa ubicada en el condado de Jefferson en el estado estadounidense de Ohio. En el Censo de 2010 tenía una población de 294 habitantes y una densidad poblacional de 211,39 personas por km².

## Geografía
Stratton se encuentra ubicada en las coordenadas 40°31′32″N 80°37′53″O / 40.52556, -80.63139. Según la Oficina del Censo de los Estados Unidos, Stratton tiene una superficie total de 1.39 km², de la cual 1.39 km² corresponden a tierra firme y (0%) 0 km² es agua.

## Demografía
Según el censo de 2010, había 294 personas residiendo en Stratton. La densidad de población era de 211,39 hab./km². De los 294 habitantes, Stratton estaba compuesto por el 98.98% blancos, el 0% eran afroamericanos, el 0% eran amerindios, el 0% eran asiáticos, el 0% eran isleños del Pacífico, el 0% eran de otras razas y el 1.02% pertenecían a dos o más razas. Del total de la población el 1.36% eran hispanos o latinos de cualquier raza.